# Søren Hedegaard
Søren Hedegaard (født 23. maj 1955 i Helsted) er en dansk makeupartist og frisør. Som makeupartist har Søren Hedegaard arbejdet for en række magasiner (bl.a. Cover, Alt for Damerne og det australske Vogue) samt en række filmproduktioner i Danmark. Søren Hedegaard er fast frisør for Kronprinsesse Mary.
Søren Hedegaard modtog i 2010 æresprisen ved Danish Beauty Award for sit arbejde som makeupartist og frisør. Han fik den 5. juni 2011 som den første nogensinde tildelt  Dansk Frisør og Kosmetikerforbunds hæderspris.

## Privatliv
Han har siden 2005 levet i registreret partnerskab med skuespilleren Preben Kristensen.

## Udvalgt filmografi

### Film
- Rocking Silver (1983)
- Midt om natten (1984)
- Den kroniske uskyld (1985)
- Manden i Månen (1986)
- Kampen om den røde ko (1987)
- Epidemic (1987)
- Bornholms stemme (1999)
- En chance til (2015)
- Lykke-Per (2018)

### Tv-serier
- Een stor familie (1982-83)
- Kongeriget (1998-2002)